# Brockenhuus
Brockenhuus är en dansk adlig ätt, känd från 1400-talet.
Ännu fortlever två linjer: Brockenhuus-Lövenhjelm (sedan 1699) och Brockenhuus-Schack, den senare 1822 upphöjd till grevlig värdighet. Denna ägde dels stamhuset Giesegaard på Själland, dels godsen Gram och Nyböl i Nordslesvig.

## Kända medlemmar av släkten
- Peder Brockenhuus, död omkring 1505, danskt riksråd
- Jacob Brockenhuus (1521-1577), dansk diplomat och amiral
- Frans Brockenhuus (1518-1569), dansk marsk
- Rigborg Brockenhuus (1579-1641)